# Kunzea ericifolia
Kunzea ericifolia là một loài thực vật có hoa trong Họ Đào kim nương. Loài này được (Sm.) Heynh. mô tả khoa học đầu tiên năm 1846.